# اصلاح رفتار
اصلاح رفتار به انگلیسی (Behavior modification) به روش‌های اصلاح رفتار گفته می‌شود که در طول دهه ۷۰ و اوایل دهه ۸۰ میلادی مورد استفاده قرار می‌گرفت. بر اساس روش‌شناسی رفتاری، رفتار بیرونی و عمومی فرد به‌وسیلهٔ اعمال پی آمدهای از پیش مشخص اصلاح می‌شد؛ از جمله استفاده از مشوق‌های مثبت و منفی برای تقویت رفتار مطلوب، یا به‌کارگیری مجازات مثبت و منفی یا/و خاموشی (Extinction) برای تضعیف رفتار مشکل‌ساز.

## تعریف
اصلاح رفتار یک مداخله روان‌درمانی است که در درجه اول برای از بین بردن یا کاهش رفتار ناسازگارانه در کودکان یا بزرگسالان استفاده می‌شود. در حالی که برخی از روشهای درمانی بر تغییر فرایندهای فکری تأثیر می‌گذارد که می‌تواند بر رفتار تأثیر بگذارد، به عنوان مثال، رفتار درمانی شناختی.
اصلاح رفتار بر تغییر رفتارهای خاص با اندکی توجه به افکار یا احساسات فرد تمرکز دارد. پیشرفت و نتیجه مداخله، قابل اندازه‌گیری و ارزیابی است. تجزیه و تحلیل عملکردی از پیشینه‌ها و پیامدهای رفتار (های) مسئله باید مشخص شود. این منجر به ایجاد رفتارهای هدف خاص می‌شود که کانون تغییر خواهند شد. سپس، متغیرهای خاصی را می‌توان از طریق تقویت کننده‌ها و مجازات‌ها دستکاری کرد تا رفتار (های) مسئله را تغییر دهند. هدف از بین بردن یا کاهش آن است.
اصلاح رفتار یک روش درمانی است که براساس اصول تغییر عمل انجام می‌شود و از طریق تقویت مثبت یا منفی جایگزین رفتارهای نامطلوب با رفتارهای مطلوب می‌شود.

## هدف
اصلاح رفتار برای درمان انواع مشکلات در بزرگسالان و کودکان استفاده می‌شود. اصلاح رفتار با موفقیت در درمان اختلال وسواس-اجباری (OCD)، اختلال کمبود توجه / بیش فعالی (ADHD)، فوبیا، شب ادراری (خیس کردن تختخواب)، اختلال اضطراب عمومی و اختلال اضطراب جدایی از دیگر موارد مورد استفاده قرار گرفته‌است.
اصلاح رفتار مبتنی بر اصول شرطی سازی عمل است که توسط رفتار گر آمریکایی B. F. Skinner (1904-1990) ایجاد شده‌است. اسکینر مفهوم شرطی سازی عملکرد را تدوین کرد که از طریق آن می‌توان با تقویت یا عدم وجود آن، رفتار ایجاد کرد. اسکینر مفهوم خود را برای طیف وسیعی از رفتارهای انسانی و حیوانات قابل اجرا دانست و شرطی سازی عملکرد را در کتاب خود در سال ۱۹۳۸ با عنوان «رفتارهای موجودات» معرفی کرد.
یکی از روش‌های اصلاح رفتار که به‌طور گسترده‌ای مورد استفاده قرار می‌گیرد تقویت مثبت است که رفتارهای خاصی را از طریق سیستم پاداش تشویق می‌کند. در رفتار درمانی، معمول است که درمانگر با ایجاد شرایط سیستم پاداش، رفتار فرد را تغییر می‌دهد.
روش دیگر اصلاح رفتار تقویت منفی است. تقویت منفی روشی برای آموزش است که از یک تقویت کننده منفی استفاده می‌کند. تقویت کننده منفی یک رویداد یا رفتاری است که خصوصیات تقویت کننده آن با حذف آن همراه است. به عنوان مثال، خاتمه یک شوک الکتریکی موجود پس از فشار دادن یک میله، یک تقویت کننده منفی است.
علاوه بر پاداش دادن به رفتار مطلوب، اصلاح رفتار همچنین می‌تواند از طریق مجازات، رفتار ناخواسته را دلسرد کند. مجازات استفاده از یک محرک ناپسند یا ناخوشایند در واکنش به یک رفتار خاص است.
برای کودکان، این می‌تواند از بین بردن امتیازات تلویزیونی هنگام عدم اطاعت والدین یا معلم خود باشد. حذف رفتار به‌طور کلی خاموشی خوانده می‌شود. در خاموشی یا خودداری از پاسخ،انتظار می‌رود، انگیزه رفتار ناخواسته از بین برود. تکنیک گسترده والدین مبتنی بر خاموشی (زمان‌بندی) است که در آن کودک هنگام بد رفتاری از گروه جدا می‌شود. این روش پاداش مورد انتظار توسط والدین از بین می‌رود.
اسکینر خاطرنشان کرد: تقویت کننده عواقبی است که باعث می‌شود احتمال بروز عود مجدداً افزایش یابد، در حالی که مجازات نتیجه ای است که باعث کاهش احتمال می‌شود. مثبت و منفی از نظر ریاضی استفاده می‌شوند. مثبت نشان می‌دهد که چیزی اضافه شده‌است، و منفی نشان می‌دهد که چیزی کم می‌شود یا از بین می‌رود؛ بنابراین، تقویت مثبت هنگامی اتفاق می‌افتد که یک رفتار با پاداش‌ها تشویق می‌شود. اگر کودک از آب نبات لذت برد و تمیز کردن اتاق رفتار مطلوب است، آب نبات یک تقویت کننده مثبت (پاداش) است زیرا این چیزی است که هنگام بروز رفتار به آن داده یا اضافه می‌شود. این باعث می‌شود که رفتار دوباره عود کند. تقویت منفی از بین بردن محرک به عنوان نتیجه رفتار است اما نتیجه مثبت را برای فرد به همراه می‌آورد. به عنوان مثال، جریمه کاهش می‌یابد و شخص دیگر مجبور نیست به زندان برود. حذف محرک منفی (جریمه) منجر به نتیجه مثبتی برای فرد می‌شود، بدون اینکه در زندان باشد.
در مقابل، مجازات مثبت اضافه شدن پیامد نامطلوب است. به عنوان مثال، کودک وقتی از خیابان عبور می‌کند بدون آنکه دست مادرش را بگیرد، می‌چرخد. سپس او دیگر تنها از خیابان عبور نمی‌کند. لکه دار کردن مجازات مثبتی است زیرا عواقب دیگری به اوضاع اضافه می‌شود که احتمال اینکه کودک تنها در خیابان عبور کند، کاهش می‌یابد. تنبیه منفی باعث کاهش پیامدهای مطلوب برای کاهش رفتار ناخواسته می‌شود. به عنوان مثال، اگر امیلی کار خود را به موقع به پایان نرساند، تلفن همراه او را از بین می‌برد. او این کار را در اولویت قرار دارد که کارهای خانه خود را بلافاصله بعد از مدرسه به پایان برساند قبل از اینکه هر کار دیگری انجام دهد. از بین بردن تلفن همراه «منفی» است زیرا چیزی را از بین می‌برد و این احتمال را ندارد که دفعه دیگر او تکالیف خود را تمام نکند.
تقویت و مجازات هر دو به عنوان بخشی از یک برنامه رفتاری مستقل و همچنین با هم کار می‌کنند. تقویت مثبت بسیار بهتر و سریعتر از مجازات عمل می‌کند. در روانپزشکی کودک، والدین اغلب با عصبانیت و ناامیدی از فرزند خود به مطب می‌آیند زیرا «هیچ کاری مؤثر نیست». آنها هنگامی که رفتار بد با استفاده از حذف اسباب بازی‌ها یا امتیازات دور یا قرار دادن کودک به موقع انجام شده‌است، انواع مجازات‌ها را محکوم کرده‌اند. غالباً انواع مثبت تقویت نمی‌شوند. یکی از مزایای فوری برنامه‌های اصلاح رفتار تغییر فاصله از مجازات صرفاً رفتار ناخواسته و همچنین پاداش دادن به رفتار خوب است.
چندین برنامه تقویت وجود دارد که می‌تواند بر رفتار تأثیر بگذارد. هنگامی که یک طرح رفتار در ابتدا تنظیم شده‌است، از دو مدل برای ایجاد و تقویت رفتار استفاده می‌شود. پس از برقراری رفتار، تقویت مداوم می‌تواند به تقویت متناوب تبدیل شود که به نازک شدن گفته می‌شود. چهار نوع تقویت متناوب وجود دارد. که شامل:
- فاصله ثابت که در آن شخص پس از گذشت زمان ثابت پس از پاسخ، تقویت می‌شود.
- فاصله متغیر در جایی که فرد پس از گذشت زمان‌های متفاوت پس از پاسخ‌ها تقویت می‌شود.
- نسبت ثابت که در آن شخص بعد از تعداد مشخصی از پاسخ‌ها، تقویت می‌شود
- نسبت متغیر که در آن فرد پس از تعداد متغیر پاسخ‌ها تقویت می‌شود.
تقویت نسبت متغیر مؤثرترین برنامه برای تقویت یک رفتار است.

## مثال‌ها
- فاصله ثابت: پاداش دادن به یک فرد در پایان هر روز
- فاصله متغیر: پاداش دادن به یک شخص گاه در پایان روز، گاهی در پایان هفته و گاه هر چند روز
- نسبت ثابت: پاداش دادن به فرد بعد از انجام رفتار مطلوب چهار بار
- نسبت متغیر: پاداش دادن به شخص بعد از انجام رفتار مطلوب بعد از سه بار، بعد از شش بار، بعد از دو بار. قمار یک مثال در دنیای واقعی از یک نسبت متغیر تقویت است.

## تجهیزات
نمودار اصلاح رفتار معمولاً هنگام اجرای برنامه اصلاح رفتار استفاده می‌شود. نمودارهای رفتاری به وظایف خاص، عینی و قابل اندازه‌گیری احتیاج دارند که به روشی که قبلاً مورد توافق قرار گرفته‌اند، پاداش می‌گیرند، خواه از امتیازها، برچسب‌ها یا علائم یادداشت.
مثال:
۳ امتیاز در روز برابر ۳۰ دقیقه تماشای تلویزیون است
۶ امتیاز در روز برابر ۱ ساعت تلویزیون است
۲۰ امتیاز در هفته برابر است با انتخاب یک اسباب بازی به ارزش ۵ تا ۱۰ دلار در فروشگاه
۲۵ امتیاز در هفته برابر است با اسباب بازی به علاوه ۲ ساعت رفتن به شهر بازی
(نمودار رفتار بالا با پاداش‌های بعدی برای ۵ تا ۱۰ سال مناسب خواهد بود) «اقتصاد ژتونی» یک برنامه اصلاح رفتار است. نشانه (برچسب، تراشه، جدول) هر چیزی است که می‌توان با نمایش رفتار مطلوب که پس از آن برای تقویت کننده‌ها قابل مبادله باشد، را شامل می‌شود. تقویت کننده‌ها یا پاداش‌ها بخش اصلی یک برنامه رفتار هستند اما برای هر کودک منحصر به فرد هستند. تقویت این برنامه برای کودک مؤثر است. اما اگر کودک هر بار که این کار را انجام می‌دهد تقویت شود انگیزه خود را از دست می‌دهد بنابراین تقویت باید به گونه ای باشد که کودک برای آن ارزش قائل شود.
تقویت کننده‌ها و مجازات‌ها باید در زمان رفتار اتفاق بیفتند تا احتمال موفقیت یک برنامه اصلاح رفتار را افزایش دهد. هرچه رفتار فوری تر باشد بهتر است. به عنوان مثال، تمجید از کودک برای استفاده از توالت هنگام استفاده از آن در مقابل اواخر آن روز تأثیر بیشتری دارد این تقویت باید مناسب باشد، به عنوان مثال، هر بار که می‌گوید «لطفاً» یک استیکر به کودک بدهید یا برای داشتن یک نگرش خوب به کودک یک نمایشگر اضافی بدهید. و سرانجام، تقویت کننده باید در جایی سازگار باشد که رفتار توسط همه متولیان امر پاداش داده شود، همان‌طور که قبلاً توافق شده بود.

## پرسنل
یک برنامه اصلاح رفتار می‌تواند با یک فرد یا تیمی از افراد آغاز و اجرا شود. یک والدین، معلم یا ارائه دهنده مراقبت از کودک می‌توانند یک برنامه را شروع کنند. غالباً، طرح رفتار می‌تواند در چندین تنظیمات، مانند مدرسه و خانه اجرا شود (پاداش تغییر کار در خانه به معلم، و پاداش برای تمیز کردن اتاق شما توسط والدین). هرچه تنظیمات برنامه رفتار گسترده‌تر باشد، بهتر است.
آماده‌سازی
برای تعریف رفتار مسئله زمان لازم است. سپس رفتار مورد نظر با پاداش‌های مناسب باید تصمیم‌گیری شود. اگر مجازات در نظر گرفته شود، مجازات‌های خاص باید با رفتار ناهنجار خاص پیش بروند.

## تکنیک
اصلی‌ترین برنامه‌های اصلاح رفتار، سازگاری است.

## عوارض
انتظار می‌رود در ابتدا مقاومت، چه از کودک و چه از والدین یا معلمان وجود داشه باشد کودکان اغلب مخالف تلاش هر چیز جدیدی هستند زیرا از مجازات خسته شده‌اند و به خاطر رفتار ناهنجار خود مورد توبیخ قرار گرفته‌اند. آنها هیچ امتیاز دیگری را نمی‌خواهند و کالاهایی را که گرفته یا از بین برده شده‌است از بین ببرند. آنها ممکن است اعتماد به نفس پایینی داشته باشند یا عدم اعتماد به نفس لازم برای اجرای برنامه رفتار مناسب را دارند. اینجاست که شکل‌دادن اهمیت دارد. اگر آنها به دستیابی به رفتار مورد نظر نزدیک شوند، می‌توانند به خاطر تلاش خود پاداش بگیرند تا روزی به‌طور کامل به هدف برسند. والدین مقتدر نیز گاهی مقاومت می‌کنند زیرا از کودک عصبانی یا ناامید هستند و نمی‌خواهند به خاطر رفتار مثبت به آنها پاداش دهند. آنها همچنین ممکن است نگران باشند که برنامه کامل عمل نکند و این ممکن است روشی جدید تفکر باشد که چالش‌برانگیز است و برای اجرای مداوم به کار نیاز دارد.

## اهمیت بالینی
رفتار درمانی به اهدافی می‌رسد که داروها به تنهایی قادر به تحقق آن نیستند. این اثرات طولانی مدت بر فرد حتی بعد از آنکه برنامه رفتاری دیگر وجود ندارد ادامه خواهد داشت زیرا رفتار جدید قبلاً برقرار شده‌است. رفتار می‌تواند طرز تفکر و احساس شخصی را در مورد خود تغییر دهد که در روانپزشکی یک هدف نهایی است.
ارتقاء عملکرد تیم سلامت
یک برنامه اصلاح رفتار می‌تواند با یک فرد یا تیمی از افراد که شامل پرستار بهداشت روان، ارائه دهنده مراقبت‌های اولیه، والدین، معلم یا ارائه دهنده مراقبت از کودک می‌شود، آغاز و اجرا شود. غالباً، طرح رفتار می‌تواند در چندین تنظیمات، مانند مدرسه و خانه اجرا شود (پاداش تغییر کار در خانه به معلم، و پاداش برای تمیز کردن اتاق شما توسط والدین). هرچه تنظیمات برنامه رفتار گسترده‌تر باشد، بهتر است.

## موارد منع درمان
اگر نتواند به‌طور مناسب عملی شود، یک برنامه رفتاری ایجاد نمی‌شود. معمولاً قبل از رسیدن به رفتار مطلوب و شکل‌دادن که یک رفتار، تقویت کننده داده می‌شود و هدف نمی‌تواند انتظار شکل‌گیری فوری رفتار باشد. اشتباهات و اشکالاتی که در تغییر رفتار انتظار می‌رود معمول است، بنابراین ثبات و صبر از طرف مراقبین و پزشک مهم است. اگر یک برنامه رفتاری فقط تا حدی اجرایی شود، این می‌تواند منجر به بدتر شدن رفتار شود.

## نتایج
نتایج عادی این است که رفتارهای نامطلوب با رفتارهای مطلوب تر جایگزین می‌شوند.